# クリスチャン・アンフィンセン
クリスチャン・アンフィンセン（Christian Boehmer Anfinsen, Jr.、1916年3月26日 – 1995年5月14日）は、アメリカ合衆国の生化学者。「リボヌクレアーゼの研究、特にアミノ酸配列と生物学的な活性構造の関係に関する研究」によって（アンフィンセンのドグマを参照）、1972年にノーベル化学賞を受賞した。
ペンシルベニア州のモネソンでノルウェー系アメリカ人の家庭に生まれた。1937年にスワースモア大学を卒業し、1939年にペンシルベニア大学で修士号、1943年にハーバード・メディカルスクールで生化学のPh.D.を取得した。
1950年までハーバードで助教授として過ごしたのち、1981年までアメリカ国立衛生研究所で研究を続けた。1982年から死まではジョンズ・ホプキンス大学の生物学教授であった。
1961年アンフィンセンは、リボヌクレアーゼが変性を受けたあとに酵素の活性を保ったまま再度フォールディングされることを示し、タンパク質が最終的な構造を取るのに必要な情報がその一次構造にコーディングされていることを示唆した。
アンフィンセンはユダヤ教正統派に改宗している。